# Makaro-Pietrowskoje
Makaro-Pietrowskoje (ros. Макаро-Петровское) – wieś (ros. село, trb. sieło) w zachodniej Rosji, w sielsowiecie naumowskim rejonu konyszowskiego w obwodzie kurskim.

## Geografia
Miejscowość położona jest u źródeł ruczaja Wierbnyj (prawy dopływ Czmaczy w dorzeczu Swapy), 6 km od centrum administracyjnego sielsowietu (Naumowka), 19 km na północny zachód od centrum administracyjnego rejonu (Konyszowka), 81 km na północny zachód od Kurska.
We wsi znajdują się 153 posesje.
Klimat
Miejscowość, jak i cały rejon, znajduje się w strefie klimatu kontynentalnego z łagodnym ciepłym latem i równomiernie rozłożonymi opadami rocznymi (Dfb w klasyfikacji klimatów Köppena).

## Demografia
W 2010 r. wieś zamieszkiwały 164 osoby.